# Gentiana arethusae
Espèce
Classification phylogénétique
Gentiana arethusae est une espèce végétale de la famille des Gentianaceae.
Il s'agit d'une plante vivace de Chine (Sichuan, Yunnan, Tibet) de 18 cm de hauteur, qui pousse sur pelouse alpine entre 3 800 et 4 600 m d'altitude.